# Pierwszy multipleks naziemnej telewizji cyfrowej w Polsce
Pierwszy multipleks naziemnej telewizji cyfrowej w Polsce (MUX 1) – jeden z multipleksów naziemnej telewizji cyfrowej nadawanej na terenie Polski. Oficjalny start pierwszego multipleksu naziemnej telewizji cyfrowej to 14 grudnia 2011 roku. Na dzień 23 lipca 2013 roku zasięg multipleksu obejmuje 98,8% populacji kraju.

## Historia

### Tymczasowa obecność kanałów Telewizji Polskiej
Kanały TVP były umieszczone w MUX 1 tymczasowo, dopóki po osiągnięciu pełnego zasięgu MUX 3 Telewizja Polska zwolniła zajmowane w tym multipleksie kanały na rzecz innych nadawców wyłonionych w drugim konkursie o miejsca w MUX 1, który został rozstrzygnięty we wrześniu 2013 r. TVP Info było obecne na MUX 1 do 15 lutego 2014, kiedy to pojawiło się TV Trwam i TVP ABC. TVP2 zniknęło 15 marca 2014 na rzecz Stopklatka TV, a TVP1 28 kwietnia 2014 zwolniło miejsce na rzecz Fokus TV.

### Pierwszy konkurs na miejsce w I multipleksie
15 marca 2011 KRRiT poinformowała, że o 4 miejsca na MUX 1 pozostające po przydzieleniu 3 programów dla TVP (do 31 lipca 2013) ubiega się 17 producentów. Warunkiem składania wniosków było m.in. posiadanie polskiej koncesji satelitarnej. Stosowne wnioski w tym celu złożyli:
- 4fun.tv (4fun Media SA)
- Next HD (Astro SA)
- ATM Rozrywka TV (ATM Grupa sp. z o.o.)
- CTV (Cable Television Networks)
- Eska TV (Grupa Radiowa Time SA, spółka grupy ZPR)
- TV Trwam (Fundacja „Lux Veritatis”)
- Kino Polska Nostalgia (Kino Polska TV SA, spółka grupy SPI International)
- Polo TV (Lemon Records sp. z o.o., spółka grupy ZPR)
- Tele 5 (Mediasat sp z o.o., spółka grupy Polcast Television)
- RMF TV (Multimedia)
- Radio na wizji (Polskie Radio SA)
- U-TV (obecnie TTV) (Stavka sp. z o.o.)
- Superstacja (Superstacja sp. z o.o. należąca do spółki Ster)
- Orange Sport Info (Orange Polska S.A.)
- iTV (Telestar SA, Grupa MNI)
- Machina TV (PM Point Group SA)
- TVN Meteo (Grupa TVN należąca do Grupy ITI)

Wniosek złożyła też spółka World IXI UK Limited z Londynu, nadawca programu IXI TV. Nie został on jednak zakwalifikowany, gdyż nadawca nie posiada polskiej koncesji satelitarnej.
26 kwietnia 2011 KRRiT podjęła decyzję o rozszerzeniu koncesji na nadawanie satelitarne o nadawanie naziemne w ramach MUX 1 DVB-T czterem nadawcom:
- Kino Polska Nostalgia
- Eska TV
- ATM Rozrywka TV
- U-TV

weszły one w skład razem z TVP1, TVP2 i TVP INFO. Wraz ze startem programu TVP w MUX 1, zwolniły one miejsce w MUX 3, gdzie TVP umieściła stacje tematyczne.
6 lipca 2011 w wyniku rezygnacji przez spółkę Kino Polska TV z koncesji na nadawanie w MUX 1 programu Kino Polska Nostalgia, KRRiT dokonała ponownego wyboru uzupełniając ofertę o Polo TV spółki Lemon Records.
Skład uzupełniający MUX 1 DVB-T po zmianie:
- Polo TV
- Eska TV
- ATM Rozrywka TV
- U-TV, po wygraniu konkursu zmieniono nazwę kanału na TTV

### Drugi konkurs na miejsce w I multipleksie
14 marca 2013 KRRiT poinformowała, że o 4 miejsca na MUX 1 pozostające po 3 programach TVP ubiega się 16 producentów.
Program telewizyjny o charakterze wyspecjalizowanym filmowym (4 wnioskodawców).
- Polsat Film (Telewizja Polsat Sp. z o.o.)
- Stopklatka TV (Stopklatka S.A., spółka Kino Polska TV SA, należąca do grupy SPI International i Agora S.A.)
- Telekino (TV FILM Sp. z o.o., spółka grupy ZPR, Stowarzyszenia Filmowców Polskich i Kino Świat Sp. z o.o.)
- Kino 5 (Mediasat Sp. z o.o., spółka grupy Polcast Television)

Program telewizyjny o charakterze wyspecjalizowanym dla dzieci w wieku 4 – 12 lat oraz ich rodziców i wychowawców (2 wnioskodawców).
- Polsat Kids (Telewizja Polsat Sp. z o.o.)
- TVP ABC (Telewizja Polska S.A.)

Program telewizyjny o charakterze wyspecjalizowanym społeczno-religijnym (2 wnioskodawców).
- TV Trwam (Fundacja „Lux Veritatis”)
- Radiotelewizja (Wieczorna.pl Sp. z o.o.)
- nazwa kanału nie podana do publicznej wiadomości (Media Works S.A. – spółka PM Point Group SA) (wniosek pozostawiony bez rozpoznania przez KRRiT ze względu na nieuzupełnienie braków formalnych)

Program telewizyjny o charakterze wyspecjalizowanym edukacyjno-poznawczym (8 wnioskodawców).
- Telewizja Nowa (Apella S.A.)
- TVS (TVS Sp. z o.o.)
- 4fit.tv (4fun Media S.A.) (wniosek pozostawiony bez rozpoznania przez KRRiT ze względu na nieuzupełnienie braków formalnych)
- Fokus TV (TV Spektrum Sp. z o.o. spółka grupy ZPR)
- Wprost (Media Works S.A. – spółka PM Point Group S.A. i Astro S.A.)
- Edusat (Edusat Sp. z o.o.) (wniosek pozostawiony bez rozpoznania przez KRRiT ze względu na nieuzupełnienie braków formalnych)
- TVE (TVR Sp. z o.o.) (wniosek pozostawiony bez rozpoznania przez KRRiT ze względu na nieuzupełnienie braków formalnych)
- DMAX Polska (Discovery Communications Europe Ltd.)

5 lipca 2013 KRRiT ogłosiła częściowe wyniki konkursu na dwa miejsca, w którym zwyciężyły:
- TV Trwam

- TVP ABC

9 września 2013 KRRIT przyznała koncesję na 2 ostatnie miejsca na MUX1. Miejsca te otrzymały:
- Stopklatka TV
- Fokus TV

### Konkurs na miejsce po kanale ATM Rozrywka
10 listopada 2020 roku KRRiT ogłosiła konkurs o możliwości uzyskania koncesji na nadawanie w MUX1 w miejscu kanału ATM Rozrywka, którego koncesja wygasła 24 lutego 2021 roku. O miejsce zgłosili się:
- ATM Rozrywka (ATM Grupa S.A.)
- Red Carpet (Red Carpet Media Group)
- Polsat Edu (Telewizja Polsat sp. z o.o.)
- DMAX (Discovery Communications Europe Ltd.)
- H!TV (Wirtualna Polska Holding)
- Silver TV (MWE Networks)
- Tele Rozrywka (MWE Networks)
- TVC Nostalgia (MWE Networks)
- CD Action TV (Gaming Tech Esports Media S.A.)

W konkursie miała wziąć udział również Telewizja Polska z kanałem TVP Dokument, lecz w konkursie nie wystartowała ponieważ konkurs ten był przeznaczony dla nadawców koncesyjnych.
Ostatecznie 25 lutego 2021 roku KRRiT przyznała koncesję dla kanału:
- Silver TV (obecnie Antena HD)

Z powodu przegranej ATM Rozrywki, kanał zakończył nadawanie.
Nadawcy kanałów TVP ABC, TTV i TV Trwam wcześniej zadeklarowali nadawanie w jakości HD po migracji multipleksu do standardu DVB-T2/HEVC, natomiast pozostali nadawcy nie ogłaszali wówczas planów co do jakości swoich kanałów. Kanał Antena HD jest od początku nadawania obecny w multipleksie w jakości HD – zmienił się jedynie format obrazu, z 1080i na 1080p. 28 marca 2022 roku wszystkie kanały dostępne w multipleksie rozpoczęły nadawanie w jakości HD w standardzie DVB-T2/HEVC.

### Konkurs na miejsce po kanale TVP ABC
30 czerwca 2023 roku KRRiT ogłosiła konkurs o możliwości uzyskania koncesji na nadawanie w MUX1 w miejscu kanału TVP ABC, którego rezerwacja na multipleksie skończyła się 3 września 2023 roku. Od 18 lipca 2023 roku, czyli od dnia opublikowania ogłoszenia w Monitorze Polskim, wnioski mogły być składane przez nadawców w ciągu 45 dni. O miejsce zgłosili się:
- W24 (Telewizja Polsat)
- Red Carpet Plus (Red Carpet Media Group)
- Nasza Opoka TV (MWE Rodzina)
- Rodzina TVC (MWE Rodzina)
- Dzisiaj TV (MWE Rodzina)
- Edu Junior TV (MWE Rodzina)

5 października 2023 roku KRRiT przyznała koncesję dla kanału:
- W24 (Telewizja Polsat) (później 6 grudnia 2023 roku[18] nazwa koncesji została zmieniona na Wydarzenia 24)

## Skład multipleksu
Stan na 10 stycznia 2024 roku:
| LCN | Nazwa kanału  | Logo | Nadawca                    | Format obrazu |
| --- | ------------- | ---- | -------------------------- | ------------- |
| 12  | Eska TV HD    |      | Telewizja Polsat           | 16:9 HDTV     |
| 13  | TTV HD        |      | TVN Warner Bros. Discovery | 16:9 HDTV     |
| 14  | Polo TV HD    |      | Telewizja Polsat           | 16:9 HDTV     |
| 15  | Antena HD     |      | MWE Networks               | 16:9 HDTV     |
| 16  | TV Trwam HD   |      | Fundacja „Lux Veritatis”   | 16:9 HDTV     |
| 17  | Stopklatka HD |      | Kino Polska                | 16:9 HDTV     |
| 18  | Fokus TV HD   |      | Telewizja Polsat           | 16:9 HDTV     |
| 49  | Wydarzenia 24 |      | Telewizja Polsat           | 16:9 HDTV     |

## Harmonogram uruchomień
Uruchomienie multipleksu MUX 1 odbywało się w trzech etapach:
| Etapy wdrażania multipleksu | Harmonogram                                                                                    | Realizacja |
| --------------------------- | ---------------------------------------------------------------------------------------------- | --- |
| Etap 1                      | do 14 grudnia 2011 uruchomienie emisji z 5 obiektów (objecie zasięgiem 15% mieszkańców Polski) | uruchomiono 7 grudnia 2011 r. w Warszawie, Rzeszowie, Wiśle, Żaganiu i Zielonej Górze |
| Etap 2                      | do 31 maja 2012 uruchomienie emisji z 45 obiektów (objęcie zasięgiem 92% populacji kraju)      | uruchomiono 30 kwietnia 2012 r. we Wrocławiu, Olsztynie, Lublinie, Krakowie, Opolu i Gdańsku uruchomiono 2 maja 2012 r. w Przemyślu, Świnoujściu, Białymstoku, Suwałkach, Kielcach, Częstochowie i Iławie uruchomiono 4 maja 2012 r. w Białej Podlaskiej, Kłodzku, Siedlcach, Zamościu, Lęborku, Kaliszu i Szczawnicy uruchomiono 8 maja 2012 r. w Białogardzie, Elblągu, Dęblinie, Gnieźnie, Zakopanem i Rabce uruchomiono 10 maja 2012 r. w Bydgoszczy uruchomiono 11 maja 2012 r. w Przysusze, Poznaniu, Jeleniej Górze, Giżycku i Koninie uruchomiono 18 maja 2012 r. w Tarnowie, Chruszczewce, Katowicach, Jaworze (Bieszczadach) i Ciechanowie uruchomiono 23 maja 2012 r. w Gorlicach i Płocku uruchomiony 24 maja 2012 r. w Warszawie (drugi nadajnik – PKiN) uruchomiono 25 maja 2012 r. w Szczecinie, Łomży i Tarnobrzegu uruchomiono 26 maja 2012 r. w Koszalinie i Pile uruchomiono 30 maja 2012 r. w Łodzi |
| Etap 3                      | do 30 września 2012 uruchomienie emisji z 2 obiektów (objęcie zasięgiem 98,8% populacji kraju) | uruchomiono 30 września 2012 r. w Leżajsku i Ostrołęce |

## Zmiany w składzie multipleksu

### I multipleks telewizyjny od 14 grudnia 2011[23]
| LCN | Nazwa kanału | Nadawca          |
| --- | ------------ | ---------------- |
| 1   | TVP1         | Telewizja Polska |
| 2   | TVP2         | Telewizja Polska |
| 3   | TVP Info     | Telewizja Polska |

### I multipleks telewizyjny od 19 grudnia 2011[24]
| LCN | Nazwa kanału | Nadawca          |
| --- | ------------ | ---------------- |
| 1   | TVP1         | Telewizja Polska |
| 2   | TVP2         | Telewizja Polska |
| 3   | TVP Info     | Telewizja Polska |
| 12  | Eska TV      | ZPR              |
| 14  | Polo TV      | ZPR              |

### I multipleks telewizyjny od 2 stycznia 2012[25]
| LCN | Nazwa kanału | Nadawca          |
| --- | ------------ | ---------------- |
| 1   | TVP1         | Telewizja Polska |
| 2   | TVP2         | Telewizja Polska |
| 3   | TVP Info     | Telewizja Polska |
| 12  | Eska TV      | ZPR              |
| 13  | TTV          | Grupa TVN        |
| 14  | Polo TV      | ZPR              |

### I multipleks telewizyjny od 29 lutego 2012[26]
| LCN | Nazwa kanału | Nadawca          |
| --- | ------------ | ---------------- |
| 1   | TVP1         | Telewizja Polska |
| 2   | TVP2         | Telewizja Polska |
| 3   | TVP Info     | Telewizja Polska |
| 12  | Eska TV      | ZPR              |
| 13  | TTV          | Grupa TVN        |
| 14  | Polo TV      | ZPR              |
| 15  | ATM Rozrywka | ATM Grupa        |

### I multipleks telewizyjny od 1 czerwca 2012[27]
| LCN | Nazwa kanału | Nadawca          |
| --- | ------------ | ---------------- |
| 1   | TVP1 HD      | Telewizja Polska |
| 2   | TVP2         | Telewizja Polska |
| 3   | TVP Info     | Telewizja Polska |
| 12  | Eska TV      | ZPR              |
| 13  | TTV          | Grupa TVN        |
| 14  | Polo TV      | ZPR              |
| 15  | ATM Rozrywka | ATM Grupa        |

### I multipleks telewizyjny od 1 września 2013[28]
| LCN | Nazwa kanału | Nadawca          |
| --- | ------------ | ---------------- |
| 1   | TVP1 HD      | Telewizja Polska |
| 2   | TVP2         | Telewizja Polska |
| 3   | TVP Info     | Telewizja Polska |
| 12  | Eska TV      | ZPR              |
| 13  | TTV          | Grupa TVN        |
| 14  | Polo TV      | ZPR              |
| 15  | ATM Rozrywka | ATM Grupa        |

### I multipleks telewizyjny od 15 lutego 2014[29]
Po zwolnieniu miejsca dla TV Trwam oraz TVP ABC w MUX 1 znalazły się następujące programy:
| LCN | Nazwa kanału | Nadawca                  |
| --- | ------------ | ------------------------ |
| 1   | TVP1         | Telewizja Polska         |
| 2   | TVP2         | Telewizja Polska         |
| 12  | Eska TV      | ZPR                      |
| 13  | TTV          | Grupa TVN                |
| 14  | Polo TV      | ZPR                      |
| 15  | ATM Rozrywka | ATM Grupa                |
| 16  | TV Trwam     | Fundacja „Lux Veritatis” |
| 29  | TVP ABC      | Telewizja Polska         |

### I multipleks telewizyjny od 15 marca 2014[31]
Po opuszczeniu multipleksu przez TVP2 w MUX 1 znalazł się kanał Stopklatka TV.
| LCN | Nazwa kanału  | Nadawca                  |
| --- | ------------- | ------------------------ |
| 1   | TVP1          | Telewizja Polska         |
| 12  | Eska TV       | ZPR                      |
| 13  | TTV           | Grupa TVN                |
| 14  | Polo TV       | ZPR                      |
| 15  | ATM Rozrywka  | ATM Grupa                |
| 16  | TV Trwam      | Fundacja „Lux Veritatis” |
| 17  | Stopklatka TV | Kino Polska              |
| 29  | TVP ABC       | Telewizja Polska         |

### I multipleks telewizyjny od 28 kwietnia 2014[32]
Po opuszczeniu multipleksu przez TVP1 w MUX 1 znalazł się kanał Fokus TV.
| LCN | Nazwa kanału  | Nadawca                  |
| --- | ------------- | ------------------------ |
| 12  | Eska TV       | ZPR                      |
| 13  | TTV           | Grupa TVN                |
| 14  | Polo TV       | ZPR                      |
| 15  | ATM Rozrywka  | ATM Grupa                |
| 16  | TV Trwam      | Fundacja „Lux Veritatis” |
| 17  | Stopklatka TV | Kino Polska              |
| 18  | Fokus TV      | ZPR                      |
| 29  | TVP ABC       | Telewizja Polska         |

### I multipleks telewizyjny od 28 września 2016[33]
Kanał Eska TV zostaje zastąpiony przez 8TV.
| LCN | Nazwa kanału  | Nadawca                  |
| --- | ------------- | ------------------------ |
| 12  | 8TV           | ZPR                      |
| 13  | TTV           | Grupa TVN                |
| 14  | Polo TV       | ZPR                      |
| 15  | ATM Rozrywka  | ATM Grupa                |
| 16  | TV Trwam      | Fundacja „Lux Veritatis” |
| 17  | Stopklatka TV | Kino Polska              |
| 18  | Fokus TV      | ZPR                      |
| 29  | TVP ABC       | Telewizja Polska         |

### I multipleks telewizyjny od 16 czerwca 2017[34]
Kanał 8TV zostaje zastąpiony przez Eska TV. 4 grudnia 2017 Telewizja Polsat Sp. z o.o. wykupiła 100% udziałów nadawców Eska TV, Polo TV i 35% udziałów nadawcy Fokus TV od Grupy ZPR Media.
| LCN | Nazwa kanału  | Nadawca                  |
| --- | ------------- | ------------------------ |
| 12  | Eska TV       | ZPR / Telewizja Polsat   |
| 13  | TTV           | Grupa TVN                |
| 14  | Polo TV       | ZPR / Telewizja Polsat   |
| 15  | ATM Rozrywka  | ATM Grupa                |
| 16  | TV Trwam      | Fundacja „Lux Veritatis” |
| 17  | Stopklatka TV | Kino Polska              |
| 18  | Fokus TV      | ZPR / Telewizja Polsat   |
| 29  | TVP ABC       | Telewizja Polska         |

### I multipleks telewizyjny od 20 grudnia 2019
Kanał Stopklatka TV zmienił nazwę na Stopklatka. Telewizja Polsat wykupuje pozostałe, należące do Grupy ZPR Media, udziały w spółce TV Spektrum – nadawcy Fokus TV – we wrześniu 2020 roku.
| LCN | Nazwa kanału | Nadawca                  |
| --- | ------------ | ------------------------ |
| 12  | Eska TV      | ZPR / Telewizja Polsat   |
| 13  | TTV          | TVN Discovery Polska     |
| 14  | Polo TV      | ZPR / Telewizja Polsat   |
| 15  | ATM Rozrywka | ATM Grupa                |
| 16  | TV Trwam     | Fundacja „Lux Veritatis” |
| 17  | Stopklatka   | Kino Polska              |
| 18  | Fokus TV     | Telewizja Polsat         |
| 29  | TVP ABC      | Telewizja Polska         |

### I multipleks telewizyjny od 25 lutego 2021
Kanał ATM Rozrywka zakończył nadawanie.
| LCN | Nazwa kanału  | Nadawca                  |
| --- | ------------- | ------------------------ |
| 12  | Eska TV       | Telewizja Polsat         |
| 13  | TTV           | TVN Discovery Polska     |
| 14  | Polo TV       | Telewizja Polsat         |
| 16  | TV Trwam      | Fundacja „Lux Veritatis” |
| 17  | Stopklatka TV | Kino Polska              |
| 18  | Fokus TV      | Telewizja Polsat         |
| 29  | TVP ABC       | Telewizja Polska         |

### I multipleks telewizyjny od 1 maja 2021
Kanał Antena HD rozpoczyna nadawanie.
| LCN | Nazwa kanału  | Nadawca                  |
| --- | ------------- | ------------------------ |
| 12  | Eska TV       | Telewizja Polsat         |
| 13  | TTV           | TVN Discovery Polska     |
| 14  | Polo TV       | Telewizja Polsat         |
| 15  | Antena HD     | MWE Networks             |
| 16  | TV Trwam      | Fundacja „Lux Veritatis” |
| 17  | Stopklatka TV | Kino Polska              |
| 18  | Fokus TV      | Telewizja Polsat         |
| 29  | TVP ABC       | Telewizja Polska         |

### I multipleks telewizyjny od 4 września 2023
Kanał TVP ABC został przeniesiony do MUX6.
| LCN | Nazwa kanału  | Nadawca                    |
| --- | ------------- | -------------------------- |
| 12  | Eska TV       | Telewizja Polsat           |
| 13  | TTV           | TVN Warner Bros. Discovery |
| 14  | Polo TV       | Telewizja Polsat           |
| 15  | Antena HD     | MWE Networks               |
| 16  | TV Trwam      | Fundacja „Lux Veritatis”   |
| 17  | Stopklatka TV | Kino Polska                |
| 18  | Fokus TV      | Telewizja Polsat           |

### I multipleks telewizyjny od 10 stycznia 2024
Kanał Wydarzenia 24 został przeniesiony z MUX 4
| LCN | Nazwa kanału  | Nadawca                    |
| --- | ------------- | -------------------------- |
| 12  | Eska TV       | Telewizja Polsat           |
| 13  | TTV           | TVN Warner Bros. Discovery |
| 14  | Polo TV       | Telewizja Polsat           |
| 15  | Antena HD     | MWE Networks               |
| 16  | TV Trwam      | Fundacja „Lux Veritatis”   |
| 17  | Stopklatka TV | Kino Polska                |
| 18  | Fokus TV      | Telewizja Polsat           |
| 49  | Wydarzenia 24 | Telewizja Polsat           |

## Nadajniki multipleksu
| Województwo         | Typ obiektu | Nazwa obiektu                 | Częstotliwość (MHz) | Kanał | Charakterystyka promieniowania | Polaryzacja | Moc (kW) | Data uruchomienia nadajnika |
| ------------------- | ----------- | ----------------------------- | ------------------- | ----- | ------------------------------ | ----------- | -------- | --------------------------- |
| dolnośląskie        | RTCN        | Wrocław/Ślęża                 | 570 MHz             | 33    | dookólna (ND)                  | pozioma (H) | 100 kW   | 30 kwietnia 2012            |
| dolnośląskie        | RTON        | Jelenia Góra/Śnieżne Kotły    | 546 MHz             | 30    | kierunkowa (D)                 | pozioma (H) | 100 kW   | 11 maja 2012                |
| dolnośląskie        | RTON        | Kłodzko/Czarna Góra           | 570 MHz             | 33    | kierunkowa (D)                 | pozioma (H) | 50 kW    | 4 maja 2012                 |
| dolnośląskie        | RTON        | Wałbrzych/Chełmiec            | 570 MHz             | 33    | dookólna (ND)                  | pozioma (H) | 2 kW     | 28 marca 2022               |
| kujawsko-pomorskie  | RTCN        | Bydgoszcz/Trzeciewiec         | 546 MHz             | 30    | dookólna (ND)                  | pozioma (H) | 100 kW   | 10 maja 2012                |
| lubelskie           | RTCN        | Lublin/Piaski                 | 506 MHz             | 25    | dookólna (ND)                  | pozioma (H) | 100 kW   | 30 kwietnia 2012            |
| lubelskie           | RTCN        | Zamość/Tarnawatka             | 578 MHz             | 34    | dookólna (ND)                  | pozioma (H) | 50 kW    | 4 maja 2012                 |
| lubelskie           | RTCN        | Dęblin/Ryki                   | 482 MHz             | 22    | dookólna (ND)                  | pozioma (H) | 20 kW    | 8 maja 2012                 |
| lubelskie           | SLR         | Włodawa/ul. Żołnierzy WiN 22a | 506 MHz             | 25    | kierunkowa (D)                 | pozioma (H) | 1 kW     | 27 czerwca 2022             |
| lubuskie            | RTCN        | Zielona Góra/Jemiołów         | 610 MHz             | 38    | dookólna (ND)                  | pozioma (H) | 80 kW    | 7 grudnia 2011              |
| lubuskie            | RTCN        | Żagań/Wichów                  | 546 MHz             | 30    | dookólna (ND)                  | pozioma (H) | 50 kW    | 7 grudnia 2011              |
| łódzkie             | RTCN        | Łódź/Zygry                    | 674 MHz             | 46    | kierunkowa (D)                 | pozioma (H) | 100 kW   | 23 maja 2022                |
| łódzkie             | SLR         | Łódź/Dąbrowa                  | 674 MHz             | 46    | dookólna (ND)                  | pozioma (H) | 60 kW    | 23 maja 2022                |
| łódzkie             | TSR         | Kamieńsk/Zwałowisko           | 674 MHz             | 46    | dookólna (ND)                  | pozioma (H) | 15 kW    | 23 maja 2022                |
| łódzkie             | TON         | Sieciechów                    | 674 MHz             | 46    | kierunkowa (D)                 | pozioma (H) | 8 kW     | 23 maja 2022                |
| małopolskie         | RTCN        | Kraków/Chorągwica             | 650 MHz             | 43    | dookólna (ND)                  | pozioma (H) | 100 kW   | 30 kwietnia 2012            |
| małopolskie         | RTON        | Tarnów/Góra Świętego Marcina  | 650 MHz             | 43    | dookólna (ND)                  | pozioma (H) | 50 kW    | 18 maja 2012                |
| małopolskie         | RTON        | Szczawnica/Przehyba           | 650 MHz             | 43    | kierunkowa (D)                 | pozioma (H) | 22 kW    | 4 maja 2012                 |
| małopolskie         | RTON        | Zakopane/Gubałówka            | 650 MHz             | 43    | kierunkowa (D)                 | pozioma (H) | 20 kW    | 8 maja 2012                 |
| małopolskie         | RTON        | Rabka/Luboń Wielki            | 650 MHz             | 43    | dookólna (ND)                  | pozioma (H) | 10 kW    | 8 maja 2012                 |
| małopolskie         | TSR         | Gorlice/Maślana Góra          | 650 MHz             | 43    | kierunkowa (D)                 | pozioma (H) | 4,5 kW   | 7 października 2014         |
| mazowieckie         | RTCN        | Warszawa/Raszyn               | 650 MHz             | 43    | dookólna (ND)                  | pozioma (H) | 100 kW   | 7 grudnia 2011              |
| mazowieckie         | RTCN        | Płock/Rachocin                | 546 MHz             | 30    | dookólna (ND)                  | pozioma (H) | 100 kW   | 23 maja 2012                |
| mazowieckie         | RTON        | Ostrołęka/Ławy                | 514 MHz             | 26    | dookólna (ND)                  | pozioma (H) | 60 kW    | 23 lipca 2013               |
| mazowieckie         | RTCN        | Przysucha/Kozłowiec           | 546 MHz             | 30    | dookólna (ND)                  | pozioma (H) | 50 kW    | 11 maja 2012                |
| mazowieckie         | RTCN        | Siedlce/Łosice                | 650 MHz             | 43    | dookólna (ND)                  | pozioma (H) | 50 kW    | 4 maja 2012                 |
| mazowieckie         | RON         | Skierniewice/Bartniki         | 650 MHz             | 43    | kierunkowa (D)                 | pozioma (H) | 10 kW    | 27 czerwca 2022             |
| mazowieckie         | SLR         | Różan                         | 514 MHz             | 26    | dookólna (ND)                  | pozioma (H) | 6 kW     | 20 września 2012            |
| mazowieckie         | SLR         | Chruszczewka                  | 650 MHz             | 43    | dookólna (ND)                  | pozioma (H) | 5 kW     | 18 maja 2012                |
| mazowieckie         | RTCN        | Warszawa/PKiN                 | 650 MHz             | 43    | dookólna (ND)                  | pozioma (H) | 3 kW     | 24 maja 2012                |
| mazowieckie         | RTON        | Ciechanów/ul. Monte Cassino   | 546 MHz             | 30    | dookólna (ND)                  | pozioma (H) | 2,5 kW   | 18 maja 2012                |
| opolskie            | RTCN        | Opole/Chrzelice               | 538 MHz             | 29    | dookólna (ND)                  | pozioma (H) | 100 kW   | 30 kwietnia 2012            |
| opolskie            | TON         | Świerczów                     | 538 MHz             | 29    | kierunkowa (D)                 | pozioma (H) | 4 kW     | 23 maja 2022                |
| podkarpackie        | RTCN        | Rzeszów/Sucha Góra            | 650 MHz             | 43    | dookólna (ND)                  | pozioma (H) | 100 kW   | 7 grudnia 2011              |
| podkarpackie        | RTCN        | Leżajsk/Giedlarowa            | 650 MHz             | 43    | dookólna (ND)                  | pozioma (H) | 100 kW   | 20 września 2012            |
| podkarpackie        | RTCN        | Przemyśl/Tatarska Góra        | 650 MHz             | 43    | kierunkowa (D)                 | pozioma (H) | 20 kW    | 2 maja 2012                 |
| podkarpackie        | RTON        | Solina/Góra Jawor             | 650 MHz             | 43    | dookólna (ND)                  | pozioma (H) | 20 kW    | 18 maja 2012                |
| podkarpackie        | TON         | Tarnobrzeg/Machów             | 546 MHz             | 30    | kierunkowa (D)                 | pozioma (H) | 5 kW     | 25 maja 2012                |
| podlaskie           | RTCN        | Białystok/Krynice             | 650 MHz             | 43    | dookólna (ND)                  | pozioma (H) | 100 kW   | 2 maja 2012                 |
| podlaskie           | RTCN        | Suwałki/Krzemianucha          | 650 MHz             | 43    | dookólna (ND)                  | pozioma (H) | 20 kW    | 2 maja 2012                 |
| podlaskie           | TON         | Łomża/Szosa Zambrowska        | 650 MHz             | 43    | kierunkowa (D)                 | pozioma (H) | 5 kW     | 25 maja 2012                |
| pomorskie           | RTCN        | Gdańsk/Chwaszczyno            | 602 MHz             | 37    | kierunkowa (D)                 | pozioma (H) | 100 kW   | 30 kwietnia 2012            |
| pomorskie           | RTON        | Lębork/Skórowo Nowe           | 602 MHz             | 37    | dookólna (ND)                  | pozioma (H) | 10 kW    | 4 maja 2012                 |
| śląskie             | RTCN        | Katowice/Kosztowy             | 650 MHz             | 43    | dookólna (ND)                  | pozioma (H) | 100 kW   | 18 maja 2012                |
| śląskie             | RTCN        | Częstochowa/Wręczyca Wielka   | 538 MHz             | 29    | kierunkowa (D)                 | pozioma (H) | 89 kW    | 2 maja 2012                 |
| śląskie             | RTON        | Wisła/Skrzyczne               | 650 MHz             | 43    | kierunkowa (D)                 | pozioma (H) | 50 kW    | 7 grudnia 2011              |
| świętokrzyskie      | RTCN        | Kielce/Święty Krzyż           | 546 MHz             | 30    | dookólna (ND)                  | pozioma (H) | 100 kW   | 2 maja 2012                 |
| świętokrzyskie      | SLR         | Dobromierz                    | 546 MHz             | 30    | dookólna (ND)                  | pozioma (H) | 10 kW    | 23 maja 2022                |
| warmińsko-mazurskie | RTCN        | Olsztyn/Pieczewo              | 514 MHz             | 26    | dookólna (ND)                  | pozioma (H) | 100 kW   | 30 kwietnia 2012            |
| warmińsko-mazurskie | RTCN        | Giżycko/Miłki                 | 514 MHz             | 26    | dookólna (ND)                  | pozioma (H) | 100 kW   | 11 maja 2012                |
| warmińsko-mazurskie | RTON        | Iława/Kisielice               | 650 MHz             | 43    | dookólna (ND)                  | pozioma (H) | 100 kW   | 2 maja 2012                 |
| warmińsko-mazurskie | RTON        | Elbląg/Jagodnik               | 514 MHz             | 26    | dookólna (ND)                  | pozioma (H) | 10 kW    | 8 maja 2012                 |
| wielkopolskie       | RTCN        | Poznań/Śrem                   | 538 MHz             | 29    | dookólna (ND)                  | pozioma (H) | 100 kW   | 11 maja 2012                |
| wielkopolskie       | RTCN        | Konin/Żółwieniec              | 546 MHz             | 30    | dookólna (ND)                  | pozioma (H) | 100 kW   | 11 maja 2012                |
| wielkopolskie       | RTCN        | Kalisz/Mikstat                | 658 MHz             | 44    | dookólna (ND)                  | pozioma (H) | 50 kW    | 4 maja 2012                 |
| wielkopolskie       | RTCN        | Gniezno/Chojna                | 650 MHz             | 43    | dookólna (ND)                  | pozioma (H) | 20 kW    | 8 maja 2012                 |
| wielkopolskie       | TON         | Gniezno/Dębówiec              | 546 MHz             | 30    | dookólna (ND)                  | pozioma (H) | 4 kW     | 25 kwietnia 2022            |
| zachodniopomorskie  | RTCN        | Szczecin/Kołowo               | 602 MHz             | 37    | kierunkowa (D)                 | pozioma (H) | 100 kW   | 25 maja 2012                |
| zachodniopomorskie  | RTCN        | Piła/Rusinowo                 | 650 MHz             | 43    | dookólna (ND)                  | pozioma (H) | 100 kW   | 26 maja 2012                |
| zachodniopomorskie  | RTCN        | Koszalin/Gołogóra             | 602 MHz             | 37    | dookólna (ND)                  | pozioma (H) | 100 kW   | 26 maja 2012                |
| zachodniopomorskie  | RTCN        | Białogard/Sławoborze          | 602 MHz             | 37    | dookólna (ND)                  | pozioma (H) | 50 kW    | 8 maja 2012                 |
| zachodniopomorskie  | EKSP        | Grzywacz                      | 602 MHz             | 37    | kierunkowa (D)                 | pozioma (H) | 4 kW     | 25 kwietnia 2022            |

Opracowano na podstawie materiałów źródłowych.